# Berat Djimsiti
Berat Djimsiti (Zúrich, Suiza, 19 de febrero de 1993) es un futbolista suizo-albanés que juega en la demarcación de defensa para el Atalanta B. C. de la Serie A.

## Selección nacional
Empezó a jugar con las filas inferiores de la selección suiza, pero finalmente, tras tener la nacionalidad albanesa, decidió unirse a la selección de fútbol de Albania. Hizo su debut con el combinado el 4 de septiembre de 2015 en un partido de clasificación para la Eurocopa 2016 contra Dinamarca, encuentro que finalizó con un resultado de empate a cero.

### Participaciones en Eurocopas
| Copa          | Sede     | Resultado    | Partidos | Goles |
| ------------- | -------- | ------------ | -------- | ----- |
| Eurocopa 2024 | Alemania | Primera fase | 3        | 0     |

### Goles internacionales
| # | Fecha                 | Estadio                              | Oponente | Gol | Resultado | Competición                         |
| - | --------------------- | ------------------------------------ | -------- | --- | --------- | ----------------------------------- |
| 1 | 11 de octubre de 2015 | Estadio Republicano, Ereván, Armenia | Armenia  | 0-2 | 0–3       | Clasificación para la Eurocopa 2016 |

## Estadísticas

### Clubes
Actualizado al último partido disputado el 2 de diciembre de 2024.
| Club                      | Div.          | Temporada     | Liga  | Liga  | Copas nacionales | Copas nacionales | Copas internacionales | Copas internacionales | Total | Total |
| Club                      | Div.          | Temporada     | Part. | Goles | Part.            | Goles            | Part.                 | Goles                 | Part. | Goles |
| ------------------------- | ------------- | ------------- | ----- | ----- | ---------------- | ---------------- | --------------------- | --------------------- | ----- | ----- |
| F. C. Zürich II · Suiza   | 4.ª           | 2009-10       | 2     | 0     | —                | —                | —                     | —                     | 2     | 0     |
| F. C. Zürich II · Suiza   | 4.ª           | 2010-11       | 27    | 5     | —                | —                | —                     | —                     | 27    | 5     |
| F. C. Zürich II · Suiza   | 4.ª           | 2011-12       | 16    | 1     | —                | —                | —                     | —                     | 16    | 1     |
| F. C. Zürich II · Suiza   | Total club    | Total club    | 45    | 6     | 0                | 0                | 0                     | 0                     | 45    | 6     |
| F. C. Zürich · Suiza      | 1.ª           | 2011-12       | 2     | 1     | 0                | 0                | 0                     | 0                     | 2     | 1     |
| F. C. Zürich · Suiza      | 1.ª           | 2012-13       | 34    | 0     | 5                | 0                | —                     | —                     | 39    | 0     |
| F. C. Zürich · Suiza      | 1.ª           | 2013-14       | 26    | 1     | 3                | 0                | 2                     | 0                     | 31    | 1     |
| F. C. Zürich · Suiza      | 1.ª           | 2014-15       | 33    | 2     | 3                | 0                | 7                     | 1                     | 43    | 3     |
| F. C. Zürich · Suiza      | 1.ª           | 2015-16       | 15    | 1     | 3                | 0                | 2                     | 0                     | 20    | 1     |
| F. C. Zürich · Suiza      | Total club    | Total club    | 110   | 5     | 14               | 0                | 11                    | 1                     | 135   | 6     |
| Atalanta B. C. · Italia   | 1.ª           | 2015-16       | 3     | 0     | 0                | 0                | —                     | —                     | 3     | 0     |
| U. S. Avellino · Italia   | 2.ª           | 2016-17       | 35    | 0     | 0                | 0                | —                     | —                     | 35    | 0     |
| U. S. Avellino · Italia   | Total club    | Total club    | 35    | 0     | 0                | 0                | 0                     | 0                     | 35    | 0     |
| Benevento Calcio · Italia | 1.ª           | 2017-18       | 30    | 0     | 0                | 0                | —                     | —                     | 30    | 0     |
| Benevento Calcio · Italia | Total club    | Total club    | 30    | 0     | 0                | 0                | 0                     | 0                     | 30    | 0     |
| Atalanta B. C. · Italia   | 1.ª           | 2018-19       | 24    | 1     | 4                | 0                | 1                     | 0                     | 29    | 1     |
| Atalanta B. C. · Italia   | 1.ª           | 2019-20       | 34    | 2     | 1                | 0                | 6                     | 0                     | 41    | 2     |
| Atalanta B. C. · Italia   | 1.ª           | 2020-21       | 33    | 0     | 5                | 1                | 8                     | 0                     | 46    | 1     |
| Atalanta B. C. · Italia   | 1.ª           | 2021-22       | 31    | 1     | 1                | 0                | 9                     | 2                     | 41    | 3     |
| Atalanta B. C. · Italia   | 1.ª           | 2022-21       | 24    | 0     | 2                | 0                | —                     | —                     | 26    | 0     |
| Atalanta B. C. · Italia   | 1.ª           | 2023-24       | 37    | 0     | 5                | 0                | 12                    | 1                     | 54    | 1     |
| Atalanta B. C. · Italia   | 1.ª           | 2024-25       | 12    | 0     | 0                | 0                | 5                     | 1                     | 17    | 1     |
| Atalanta B. C. · Italia   | Total club    | Total club    | 198   | 4     | 18               | 1                | 41                    | 4                     | 257   | 9     |
| Total carrera             | Total carrera | Total carrera | 418   | 15    | 32               | 1                | 52                    | 5                     | 502   | 21    |

## Palmarés

### Campeonatos nacionales
| Título     | Club         | País  | Año  |
| ---------- | ------------ | ----- | ---- |
| Copa Suiza | F. C. Zürich | Suiza | 2014 |

### Títulos internacionales
| Título                 | Equipo         | Sede   | Año  |
| ---------------------- | -------------- | ------ | ---- |
| Liga Europa de la UEFA | Atalanta B. C. | Dublín | 2024 |